# Parathion méthyl
Le parathion méthyl  est une substance active de produit phytosanitaire (ou produit phytopharmaceutique, ou pesticide), qui présente un effet insecticide, et qui appartient à la famille chimique des organophosphorés.

## Réglementation
Sur le plan de la réglementation des produits phytopharmaceutiques :
- pour l’Union européenne : cette substance active est interdite à la suite de l'examen relatif à l'inscription à l’annexe I de la directive 91/414/CEE, en application de la décision communautaire 2003/166/CE du 10 mars 2003.
- pour la France : cette substance active n'est pas autorisée dans la composition de préparations bénéficiant d’une autorisation de mise sur le marché. L'avis paru au Journal officiel du 28 mars 2003 retire les autorisations de mise sur le marché des produits phytopharmaceutiques contenant du parathion méthyl, pour tous les usages agricoles et non agricoles, avec un délai d'écoulement des stocks jusqu'au 30 avril 2003 pour la distribution, et au 31 décembre 2003 pour l'utilisation.

## Caractéristiques physico-chimiques
Les caractéristiques physico-chimiques dont l'ordre de grandeur est indiqué ci-après, influencent les risques de transfert de cette substance active vers les eaux, et le risque de pollution des eaux :
- Hydrolyse à pH 7 : très stable,
- Solubilité : 55 mg·l-1,
- Coefficient de partage carbone organique-eau : 240 cm3·g-1. Ce paramètre, noté Koc, représente le potentiel de rétention de cette substance active sur la matière organique du sol. La mobilité de la matière active est réduite par son absorption sur les particules du sol.
- Durée de demi-vie : 19 jours. Ce paramètre, noté DT50, représente le potentiel de dégradation de cette substance active, et sa vitesse de dégradation dans le sol.
- Coefficient de partage octanol-eau : 3. Ce paramètre, noté log Kow ou log P, mesure l’hydrophilie (valeurs faibles) ou la lipophilie (valeurs fortes) de la substance active.

## Écotoxicologie
Sur le plan de l’écotoxicologie, les concentrations létales 50 (CL50) dont l'ordre de grandeur est indiqué ci-après, sont observées :
- CL50 sur poissons : 2,7 mg·l-1,
- CL50 sur daphnies : 0,007 mg·l-1,
- CL50 sur algues : 3 mg·l-1.

## Doses toxiques
Jusqu'en 2007, concernant la toxicité pour l’Homme, la dose journalière acceptable (DJA) était de l’ordre de : 0,003 mg·kg-1·j-1.
Synergies entre parathion méthyl et benzopyrène : 
Une étude conduite par Irena Hreljac a montré que le Parathion méthyl, en présence de benzopyrène avait des effets mutagènes (sur les cellules bactériennes) et augmentait le caractère génotoxiques du benzopyrène sur l'ADN humain. Ceci pourrait renforcer l'hypothèse d'un lien causal entre l'exposition aux organophosphorés et certains cancers.
Une autre étude a mis en évidence une synergie avec le paraoxon-methyl.